# Sanity Obscure
Sanity Obscure ist eine 1999 gegründete deutsche Gothic- und Dark-Metal-Band.

## Geschichte
Nach der Gründung im Jahr 1999 in Nürnberg veröffentlichte die Band 2002 in Eigenregie ihre EP Somewhere in between und im Jahr 2006 das Demo Sanity Obscure. Für das Webzine Bloodchamber wurde die EP aufgrund „unnötig amateurhaften Anfängerfehler“ kritisiert. Im Jahr 2009 folgte die Veröffentlichung des ersten Albums Springtime's Masquerade via Danse Macabre. Entgegen der EP wurde das Album als energiegelade gelobt. Die Band spielte zur Promotion des Debüts überregionale und internationale Auftritte. Mitunter absolvierte Sanity Obscure einen Auftritt bei dem Wave-Gotik-Treffen 2009.
Nach der Albumveröffentlichung verzog Gründer und Gitarrist Michael und die Keyboarderin Jenna in die Rhön und trennten sich von den anderen Bandmitgliedern. In den folgenden Jahren schrieb Michael an weiteren Songs für die Band, schloss sein Studium als Toningenieur ab und baute sich sein eigenes Tonstudio auf, in welchem fortan die Aufnahmen der Band stattfanden. Als neues Bandmitglied kam 2017 Stephan dazu (Gitarre, Growls). Die Position des Schlagzeugers wurde nicht neu besetzt. Stattdessen werden vorproduzierte Schlagzeugparts auch live verwendet. In dieser Konstellation veröffentlichte die Band am 3. Februar 2023 das Album Through über Danse Macabre.

## Stil
Stilistisch prägend ist der The-Beauty-and-the-Beast-Wechselgesang. Die instrumentelle Gestaltung ist meist düster-melancholisch mit Abschnitten in einem reduzierten Tempo und stark verzerrten, tiefer gestimmten Gitarren. Hinsichtlich der Instrumentation finden sich Schwerpunkte beim atmosphärischen Einsatz von Streichinstrumenten oder Chören. Bis zum Album Springtime’s Masquerade wurde dies in Form von Keyboardarrangements realisiert, danach mit Backing-Tracks.

## Diskografie
- 2002: Somewhere in Between (EP, CD, Eigenvertrieb)
- 2006: Sanity Obscure (Demo, CD, Eigenvertrieb)
- 2009: Springtime's Masquerade (Album, CD, Danse Macabre)
- 2023: Through (Album, CD, Danse Macabre)